# Centre pénitentiaire de Saint-Pierre-et-Miquelon
Le centre pénitentiaire de Saint-Pierre-et-Miquelon est un centre pénitentiaire français situé dans la commune de Saint-Pierre, sur l'archipel et la collectivité d'outre-mer de Saint-Pierre-et-Miquelon).
L'établissement dépend du ressort de la mission des services pénitentiaires de l'outre-mer. Au niveau judiciaire, l'établissement relève du tribunal de première instance de Saint-Pierre-et-Miquelon et du tribunal supérieur d'appel de Saint-Pierre-et-Miquelon.

## Histoire
Construit en 1970, cet établissement a été rénové en 2005.

## Description
Situé rue abbé Pierre Gervain à Saint-Pierre, le centre pénitentiaire est le seul établissement pénitentiaire de l'archipel mais également l'un des plus petits établissements pénitentiaires de France.
Le centre pénitentiaire a une capacité d'accueil de 11 détenus, et peut accueillir toutes les catégories de détenus. La zone de détention est répartie en deux quartiers :
- un quartier « Maison d’arrêt » : 7 places pour les hommes[2],[3].
- un quartier « Centre de détention » : 4 places pour les hommes[2],[3].

Compte tenu de la taille de la prison, sa configuration évolue en fonction des détenus accueillis (femmes, mineurs, etc.).
Au 1er février 2022, l'établissement n'accueillait aucun détenu dans son quartier « Centre de détention ».
Les durées des peines exécutées sont généralement courtes. L'établissement n'est pas en surpopulation et il arrive même qu'il n'accueille aucun détenu pendant certaines périodes.
L"éducation nationale est également présente dans l’établissement dans le cadre des missions de réinsertion des détenus dans le cadre d'un partenariat avec l'administration pénitentiaire, accord renouvelé en 2021,